# جالوکاتی-۱
جالوکاتی-۱ (به لاتین: Jhalokati-1) یک منطقهٔ مسکونی در بنگلادش است که در ناحیه جلوکاتی واقع شده‌است.